# Bradypus pygmaeus
A preguiça-anã-de-três-dedos (Bradypus pygmaeus) é uma espécie de mamífero da família dos bradipodídeos (Bradypodidae). Endêmica do Panamá, onde pode ser encontrada apenas na ilha Escudo de Veraguas. É a menor das preguiças medindo entre 48,5 e 53 cm e pesando entre 2,5 e 3,5 kg. Depois de uma fêmea acasalar e ter uma cria, ela só volta a acasalar dentro de seis meses quando a cria ja terá aprendido tudo o que preciso para sobreviver: